# Melchior Thomas von Wickede
Melchior Thomas von Wickede (* 1682 ; † 3. Mai 1734) war ein deutscher Ratsherr der Hansestadt Lübeck.

## Leben
Melchior Thomas von Wickede stammte aus der Lübecker Patrizierfamilie Wickede. Er studierte Rechtswissenschaften an der Universität Jena und wurde 1710 Mitglied der patrizischen Lübecker Zirkelgesellschaft. 1724 wurde er in den Rat der Stadt erwählt und war dort im Kämmereiwesen wirksam. Er war Kommissar des Rates im Streit zwischen den Schonenfahrern und der Zunft der Brauer.